# Red Bastien

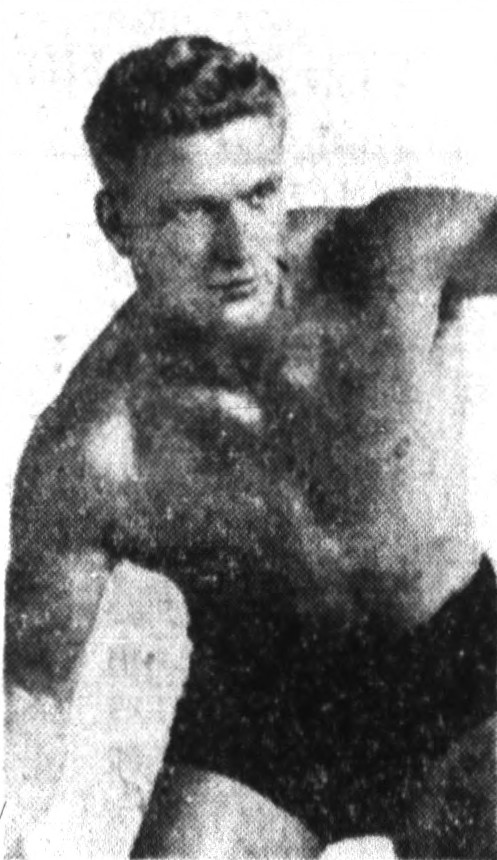
Red Bastien

Rolland Bastien (Bottineau, 27 de enero de 1931 - 11 de agosto de 2012) fue un luchador profesional estadounidense, más conocido como Red Bastien.
Bastien y su compañero de lucha Roddy Piper eran buenos amigos y fue el padrino de su boda. Bastien se desempeñó como presidente de Cauliflower Alley Club durante seis años a partir de 2001 a 2007, sin embargo se informó en 2010 que sufría de la enfermedad de Alzheimer, su estado de salud empeoró progresivamente.
Falleció el 11 de agosto de 2012.

## Campeonatos y logros
- American Wrestling Alliance

- AWA World Tag Team Championship (2 veces) - con Lou Bastien

- American Wrestling Association

- AWA World Tag Team Championship (1 vez) - con Hercules Cortez y socio de reemplazo The Crusher (1)

- Capitol Wrestling Corporation

- NWA United States Tag Team Championship (Northeast version) (3 veces) - con Lou Bastien

- Cauliflower Alley Club

- Presidente (2001-2007)

- Championship Wrestling from Florida

- NWA Florida Heavyweight Championship (1 vez)
- NWA Southern Heavyweight Championship (Florida version) (1 vez)

- International Wrestling Alliance (Japan)

- IWA Tag Team Championship (1 vez) - con Bill Howard

- NWA All-Star Wrestling

- NWA Canadian Tag Team Championship (Vancouver version) (1 vez) - con  Jim Hady

- NWA Big Time Wrestling

- NWA Texas Heavyweight Championship (2 veces)
- NWA Texas Junior Heavyweight Championship (1 vez)
- NWA Texas Tag Team Championship (2 veces) - con Billy Red Lyons (1) y Tex McKenzie (1)

- NWA Hollywood Wrestling

- NWA Americas Heavyweight Championship (2 veces)

- Pacific Northwest Wrestling

- NWA Pacific Northwest Tag Team Championship (2 veces) - con Andre Drapp (1) y Roy Heffernan (1)

- World Championship Wrestling (Australia)

- IWA World Tag Team Championship (3 veces) - con Mario Milano